# Adore (中山美穂の曲)
「Adore」（アドア）は、中山美穂の39枚目のシングル。1999年9月16日にキングレコードからリリースされた。

## 解説
- 表題作は東映系映画『金融腐蝕列島〔呪縛〕』主題歌。映画主題歌は1993年の「あなたになら…」以来6年ぶり5度目である。
- 同映画の原田眞人監督が前作「A Place Under the Sun」を聴き、役所広司演じる主人公が心休まるような曲を、というオファーの元に作られた。映画本編で流れたのは、2曲目のアレンジ違いのヴァージョンである。
- 2024年12月に中山が死去。最後のシングルCDとなった。
- 同年に2枚以上のシングルをリリースしたのは1996年以来である。
- カップリングの「Sweetest Lover」は、同日発売のアルバム『manifesto』からのリカット。元々は1988年のアルバム『angel hearts』に収録されていた曲で、Little Creaturesによって再アレンジされ、再録となった。作詞にクレジットされている「北山瑞穂」とは、1987年から1988年まで中山が使っていたペンネームである。

## 収録曲
1. Adore
  - 作詞: 小竹正人、作曲: 金澤信葉、編曲: 嶋田陽一
2. Adore (for movie)
  - 作詞: 小竹正人、作曲: 金澤信葉、編曲: 嶋田陽一
3. Sweetest Lover
  - 作詞: 北山瑞穂、作曲: Cindy、編曲: Little Creatures
4. Adore(オリジナルカラオケ)

## 収録アルバム
- Adore
  - COLLECTION IV
  - Complete SINGLES BOX
  - 中山美穂 パーフェクト・ベスト2
  - 30th Anniversary THE PERFECT SINGLES BOX
  - All Time Best

- Adore (for movie)
  - Complete SINGLES BOX
  - 30th Anniversary THE PERFECT SINGLES BOX

- Sweetest Lover
  - manifesto
  - Complete SINGLES BOX
  - angel hearts - オリジナル・バージョン
  - 30th Anniversary THE PERFECT SINGLES BOX